# Maximino Ruiz y Flores
Maximino Ruiz y Flores (* 15. August 1875 in Atlacomulco de Fabela, Bundesstaat México, Mexiko; † 11. Mai 1949) war Weihbischof in Mexiko-Stadt.

## Leben
Maximino Ruiz y Flores empfing 1901 das Sakrament der Priesterweihe.
Am 8. Juli 1913 ernannte ihn Papst Pius X. zum Bischof von Chiapas. Der Erzbischof von Mexiko-Stadt, José Mora y del Rio, spendete ihm am 8. September desselben Jahres die Bischofsweihe; Mitkonsekratoren waren der Erzbischof von Guadalajara, Francisco Orozco y Jiménez, und der Bischof von León, Emeterio Valverde y Téllez. Die Amtseinführung fand am 24. Oktober 1913 statt.
Am 8. März 1920 trat Maximino Ruiz y Flores als Bischof von Chiapas zurück. Am gleichen Tag ernannte ihn Papst Benedikt XV. zum Titularbischof von Derbe und bestellte ihn zum Weihbischof in Mexiko-Stadt.